# Sapajus macrocephalus
Sapajus macrocephalus е вид примат от семейство Капуцинови (Cebidae). Видът не е застрашен от изчезване.

## Разпространение и местообитание
Разпространен е в Боливия, Бразилия (Акри и Амазонас), Еквадор, Колумбия и Перу.
Обитава гористи местности, места с песъчлива почва, национални паркове, планини, възвишения и долини.

## Описание
Популацията на вида е намаляваща.